# Павлишин Стефанія Стефанівна

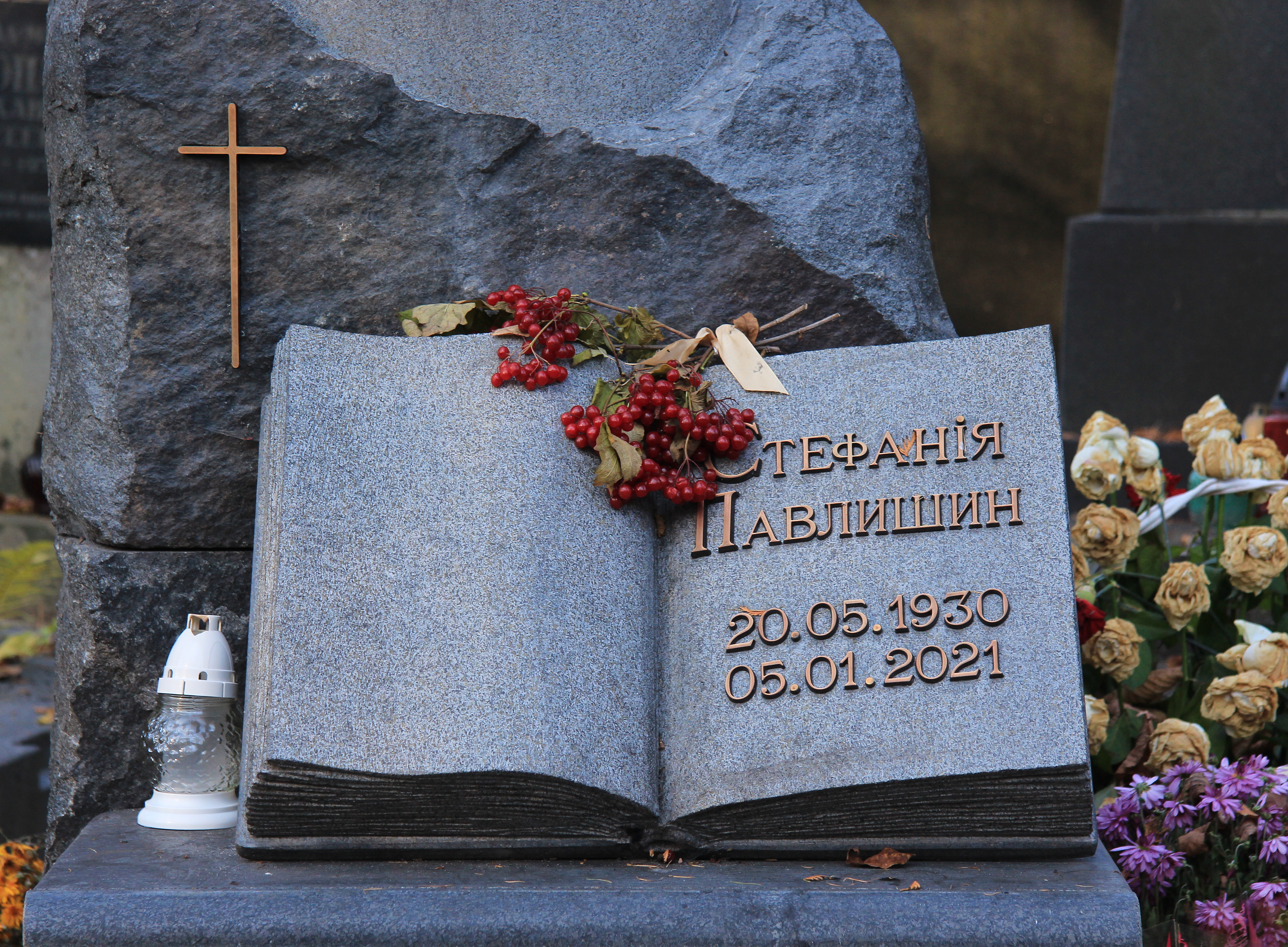
Фрагмент пам'ятника на могилі Стефанії Павлишин.

Стефа́нія Стефа́нівна Павли́шин (20 травня 1930, Коломия — 5 січня 2021, Львів) — українська музикознавиця, 1957 — членкиня Спілки композиторів, 1960 — доцентка, 1981 — докторка наук, 1983 — професорка, членкиня правління Національної Спілки композиторів України, дійсна членкиня Наукового Товариства Шевченка, почесна академікиня Національної академії мистецтв України (2009).

## Життєпис
З 1949 року працює в музичних школах Львова, 1952 закінчила історико-теоретичний факультет Львівської консерваторії.
1955 року в Києві захищає кандидатську дисертацію на тему «Творчість Д. Січинського».
Є авторкою цілої низки наукових розвідок з історії музики.
У Львівській консерваторії викладала історію музики, в 1955—1985 роках вела семінари з сучасної музики та спеціалізацію з музикознавства.
Серед її учнів — Наталія Савицька.
Докторську дисертацію захистила на тему «Тенденції розвитку західної музики XX століття».
У 1992—1998 роках працювала головою секції мистецтвознавства, з 1998 — голова відділення культурології Західного наукового центру НАН України.
Померла у Львові 5 січня 2021 року.Похована на 58 полі Личаківського цвинтаря.

## Деякі праці
- «Д. В. Січинський», Київ, «Мистецтво», 1956,
- «„Місячний П'єро“ А. Шенберга», Київ, «Музична Україна», 1972,
- «Чарлз Айвз», Київ, «Музична Україна», 1972, «Радянський композитор», 1979,
- «Станіслав Людкевич», Київ, «Музична Україна», 1974,
- «Про деякі тенденції розвитку сучасної зарубіжної музики», Київ, «Музична Україна», 1976,
- «Денис Січинський», Київ, «Музична Україна», 1980,
- «Зарубіжна музика XX століття. Шляхи розвитку. Тенденції.», Київ, «Музична Україна», 1980,
- «Про шляхи розвитку сучасної західної музики», Єреван, «Советакан грох», 1981, вірменською мовою,
- «Валентин Сильвестров», Київ, «Музична Україна», 1989,
- «Василь Барвінський», Київ, «Музична Україна», 1990,
- «Мар'ян Кузан», Львів, 1993, БаК, 2005,
- «Історія однієї кар'єри: (про І. Маланюк)», Львів, «Вільна Україна», 1994,
- «Ігор Соневицький», 1995,
- «Олександр Барвінський», Львів, «Академічний Експрес», 1997,
- «Арнольд Шенберґ: Монографія», Москва, «Композитор», 2001,
- «Перша українська композиторка Стефанія Туркевич-Лісовська-Лукіянович», Львів, БаК, 2004,
- «Музика двадцятого століття», Львів, БаК, 2005.
- «Американська музика», Львів, БаК, 2007.